# Foundation DB
Foundation DB е от типа на нерелационните бази данни (NoSQL) с shared nothing архитектура, тоест всеки от възлите за съхранение на информация съществува сам за себе си и не споделя памет или данни с другите възли. Продуктът се гради на една база данни, която се нарича „ядро“ и допълнителни функционалности, които се наричат „слоеве“. Ядрото съхранява подредените двойки ключ-стойност и операциите, които се извършват от системата за управление на базата данни.